# Banjarsari (Sayung)
Banjarsari is een bestuurslaag in het regentschap Demak van de provincie Midden-Java, Indonesië. Banjarsari telt 3727 inwoners (volkstelling 2010).